# The Halls of Eternity
The Halls of Eternity är det norska black metal-bandet Ancients fjärde studioalbum, utgivet 1999 av skivbolaget Metal Blade Records.

## Låtlista
1. "Cast into the Unfathomed Deeps" (instrumental) – 1:56
2. "Born in Flames" – 3:59
3. "The Battle of the Ancient Warriors" – 5:24
4. "A Woeful Summoning" – 7:01
5. "Cosmic Exile" – 4:29
6. "Spiritual Supremacy" – 5:12
7. "The Heritage" – 8:12
8. "I, Madman" – 6:04
9. "From Behind Comes the Sword" – 4:46
10. "The Halls of Eternity" – 9:38
11. "Arrival" (instrumental) – 4:49

- Text: Aphazel (spår 2, 4, 5, 10), Deadly Kristin/Krigse (spår 3), Deadly Kristin (spår 6, 7), Jesus Christ ! (spår 8), Aphazel/Deadly Kristin (spår 9)
- Musik: Aphazel (spår 1, 2, 4–7, 9–11), Aphazel/Overlord (spår 3), Jesus Christ! (spår 8)

## Medverkande
Musiker (Ancient-medlemmar)
- Aphazel (Magnus Garvik) – gitarr, basgitarr, keyboard
- Deadly Kristin (Cristina Parascandolo) – sång
- Jesus Christ! (David Sciumbata) – gitarr, basgitarr, keyboard
- Krigse – trummor

Produktion
- Ancient – producent
- Marco Negro – ljudtekniker, ljudmix
- C. Damoiseaux – omslagsdesign, omslagskonst
- Perre Permentier – omslagskonst
- Aphazel – foto